# 4-е командование ВВС и ПВО
4-е Краснознамённое командование ВВС и ПВО — оперативное объединение ВВС России в Южном военном округе.

## История
За два дня до войны началось формирование ВВС Южного фронта из состава ВВС Московского военного округа. Окончательно оно было завершено в г. Винница в первые дни войны. Здесь сложился основной костяк будущего штаба 4-й воздушной армии. Первым командующим ВВС Южного фронта стал генерал-майор авиации П. С. Шелухин. Ему были подчинены ВВС 9-й и 18-й армий, несколько отдельных дивизий и полков, насчитывающих 827 самолётов. Опыт боевых действий в начале 1942 года показал, что распыление авиации по общевойсковым армиям затрудняло управление, концентрацию сил на главном направлении и быстрый манёвр авиации по фронту, что снижало её боевые возможности. В мае 1942 года авиация фронтов была объединена в воздушные армии. Приказом народного комиссара обороны от 7 мая 1942 года № 0085 «В целях наращивания ударной авиации и успешного применения массированных авиаударов, объединить авиационные силы Южного фронта в единую воздушную армию, присвоив ей наименование „4-й воздушной армии“». 22 мая 1942 года формирование 4-й воздушной армии было завершено. Первым командующим армией был назначен генерал К. А. Вершинин.
В состав 4-й воздушной армии вошли:
- 216, 217, 229-я истребительные дивизии (командиры — генерал-майор авиации В. И. Шевченко, полковники Д. П. Галунов и П. Г. Степанович);
- 230-я штурмовая дивизия (командир подполковник С. Г. Гетьман); 219-я бомбардировочная дивизия (командир полковник И. Т. Батыгин); * 218-я ночная бомбардировочная дивизия (командир полковник Д. Д. Попов);
- один учебно-тренировочный и семь отдельных смешанных авиаполков,
- эскадрилья связи и эскадрилья дальней разведки.

На вооружении воздушной армии имелось 208 самолётов и 437 летных экипажей. В начале июня 1942 года воздушная армия пополнилась ещё одним полком — 588 ночным легкобомбардировочным, ставшим в советских ВВС первой женской авиационной частью (командир Е. Д. Бершанская). В феврале 1943 года полк преобразован в 46-й гвардейский, а в октябре этого же года удостоен собственного наименования — «Таманский». Двадцати трем девушкам-гвардейцам было присвоено звание Героя Советского Союза.
28 июля 1942 года 4-й воздушной армии передана в распоряжение преобразованного Северо-Кавказского фронта и осуществляла прикрытие отступления советских войск. С 11 августа 1942 года 4-я воздушная армия вела военные действия в составе Северной группы войск Закавказского военного округа. 1 января 1943 года массированными ударами частей 4-й воздушной армии началось наступление советских войск на Ставропольском направлении.
Самым знаменательным этапом боевого пути объединения в период Великой Отечественной войны стали воздушные бои в небе над Кубанью, именно здесь было достигнуто превосходство над противником в воздухе, применены новые способы и методы ведения воздушного боя. При освобождении Северного Кавказа около 70 военнослужащих 4-й воздушной армии были удостоены высокого звания Герой Советского Союза. 24 апреля 1943 года воздушная группировка Северо-Кавказского фронта была расформирована, 4-я воздушной армии осталась в распоряжении фронта. С 1 ноября началась операция по освобождению Керченского полуострова, в которой 4-я воздушной армии приняла непосредственное участие. В 1943—1944 годах она участвовала в освобождении Крыма и Севастополя.
На завершающем этапе Великой Отечественной войны, 12 мая 1944 года управление 4-й воздушной армии было переведено в Рославль на 2-й Белорусский фронт и приняло непосредственное участие в подготовке новой наступательной операции. В течение августа — октября 1944 года 4-я воздушная армия готовилась к решающим боям на территории Польши и Померании. Завершились боевые действия 4-й воздушной армии в Великой Отечественной войне участием в Берлинской стратегической наступательной операции.
За годы Великой Отечественной войны в предгорьях Кавказа, при освобождении Ставрополя, Кубани, Тамани, Крыма, Белоруссии, Польши и в битве за Берлин авиационные соединения и части 4-й воздушной армии участвовали в 17 наступательных операциях, произвели 349 тыс. боевых вылетов, сбросили на войска и другие объекты противника около 2 млн бомб. В воздушных боях и на аэродромах было уничтожено и повреждено свыше 5 тыс. вражеских самолётов. Верховный Главнокомандующий 42 раза объявлял благодарность соединениям и частям армии за успешные боевые действия. 283 авиаторам присвоено звание Героя Советского Союза, 7 летчиков дважды награждены медалью «Золотая Звезда», а А. Н. Покрышкин — трижды, 41360 человек награждены орденами и медалями СССР. В 4 Воздушной армии выросли такие замечательные летчики, как трижды Герой Советского Союза А. И. Покрышкин, дважды Герои Советского Союза Дм. Глинка, Г. А. Речкалов, А. Н. Ефимов, П. Н. Камозин, Г. Ф. Сивков и Н. Степаненко, А. К. Рязанов. За годы Великой Отечественной войны: 17 частей и авиасоединений преобразованы в гвардейские, 46 — удостоены собственных наименований, 76 — награждены орденами.
В послевоенные годы 4-я воздушная армия оставалась на передовом рубеже и выполняла свои задачи в Польской Народной Республике. В состав 4-й воздушной армии входили две бомбардировочные и истребительная дивизии, два вертолётных полка, разведывательный полк и полк связи. 22 февраля 1968 года Указом Президиума Верховного Совета СССР за большие заслуги, проявленные в боях по защите советской родины, успехи в боевой и политической подготовке и в связи с 50-летием СА и ВМФ 37-я воздушная армия (так именовалось объединение в те годы) награждена орденом Красного Знамени и впредь именуется 37-й воздушной Краснознамённой армией, вручение Знамени и ордена произведено главнокомандующим ВВС СССР главным маршалом авиации К. А. Вершининым.
4 апреля 1968 года в целях сохранения боевых традиций воздушной армии и учитывая важное значение воспитания личного состава ВВС на их героических подвигах воздушная армия восстановлен общевойсковой номер 4, который она имела в период Великой Отечественной войны и впредь именуется 4-я воздушной Краснознамённой армией. В 1968 году личный состав управления 4-й воздушной армии принимал участие в операции «Дунай» на территории ЧССР. В начале 90-х годов, в связи с прошедшими политическим преобразованиями, изменившейся военно-политической обстановкой, Северо-Кавказский военный округ становится приграничным. ВВС округа заменяется новым боевым авиационным объединением.
22 августа 1992 года управление 4-й воздушной Краснознамённой армии (ВГК) передислоцировано в г. Ростов-на-Дону и переформировано в управление 4-й воздушной Краснознамённой армии. Боевое знамя 4-й воздушной армии вновь возвращается на берега Дона и Кубани.
Героические боевые традиции ВВС СКВО переходят к 4-й воздушной Краснознаменной армии, сформированной из частей прибывших из Закавказья, Польши и Германии. Уже в 1992—1994 годах части 4-й ВА принимали участие в миротворческой операции в зоне осетино-ингушского конфликта, в 1993—1994 годах — в Абхазии. С 1993 по 1998 годы образцы мужества и профессионализма воины-авиаторы объединения проявляли, выполняя интернациональный долг в составе российских миротворческих сил в Республике Таджикистан. В период проведения специальной операции на территории Чеченской республики в 1994—1996 гг. 4-я воздушная армия выполнила 13020 боевых вылетов (налёт составил 21037 часов).
16 июня 1997 года, в ходе военной реформы, Президент Российской Федерации подписал Указ «О первоочередных мерах по реформированию Вооружённых сил РФ и совершенствованию их структуры». В соответствии с этим документом до 1 января 1999 года Военно-воздушные силы и Войска противовоздушной обороны были преобразованы в качественно новый вид Вооруженных сил — Военно-воздушные силы. На базе 4-й воздушной армии и 12-го отдельного корпуса ПВО с 1 июня 1998 года была сформирована 4-я армия ВВС и ПВО.
С 8 августа 1999 года по 2003 год соединения и части 4-й армии ВВС и ПВО участвуют в специальной контртеррористической операции на территории республик Дагестан и Чечня.
С 30 декабря 2002 года в состав 4-й армии ВВС и ПВО вошли части армейской авиации СКВО.
За период с 1993 г. по настоящее время в объединении награждено званием Героя России 39 человек, из них 17 — посмертно.
За период с 1994 г. в 4-й А ВВС и ПВО награждено государственными наградами за смелые и решительные действия, проявленные при исполнении воинского долга и заслуги в организации и обеспечении боевых действий в Чеченской Республике и Дагестане, более 2100 военнослужащих.

## История организационного строительства
- ВВС Южного фронта;
- 4-я воздушная армия (с 22.05.1942 г.);
- 37-я воздушная армия (с 10.01.1949 г.);
- ВВС Северной группы войск (с июля 1964 года);
- Краснознамённые ВВС Северной группы войск (с 22.02.1968 г.);
- 4-я воздушная Краснознамённая армия (с 4 апреля 1968 года);
- 4-я воздушная Краснознамённая армия ВГК (с 29 февраля 1980 года);
- 4-я воздушная Краснознамённая армия (с 10.1992 года);
- 4-я Краснознамённая армия ВВС и ПВО (с 1 июня 1998 года);
- 4-е Краснознамённое командование ВВС и ПВО (с 7 мая 2009 года);
- 4-я Краснознамённая армия ВВС и ПВО (с 1 августа 2015 года)

## Формирование Командования
Сформировано 1 декабря 2009 года путём слияния 4-й Краснознамённой армии ВВС и ПВО и 5-й Краснознамённой армии ВВС и ПВО в ходе реформы вооружённых сил.

## Расформирование Командования
1 августа 2015 года 4-е командование ВВС и ПВО переформировано в 4-ю Краснознамённую армию ВВС и ПВО Южного военного округа.

## Состав

### По состоянию на 2009 год
- 7-я бригада воздушно-космической обороны — Новочеркасск
- 8-я бригада воздушно-космической обороны — Екатеринбург
- 6970-я авиационная база (на вооружении Су-24М) — Морозовск
- 6971-я авиационная база (на вооружении Су-25СМ, Ми-8, Ми-24, Ми-28) — Будённовск
- 6972-я гвардейская Барановичская Краснознамённая ордена Суворова авиационная база 1 разряда (на вооружении Су-27СМ3[2]) — Крымск
- 6974-я Севастопольская авиационная база 2 разряда (на вооружении Ми-8, Ми-24, Ми-28) — Кореновск
- 6977-я авиационная база (на вооружении МиГ-31) — Пермь
- 999-я авиационная база армейской авиации 2 разряда (на вооружении Су-25,Су-27, Ми-8) — Кант
- 229-я транспортная авиационная база — Ростов-на-Дону
- 6969-я гвардейская Проскуровская Краснознамённая орденов Кутузова и Александра Невского авиационная база (на вооружении МиГ-29) — Миллерово
- 6973-я авиационная база (на вооружении Су-25) — Приморско-Ахтарск

### По состоянию на 2011 год
- 7-я бригада воздушно-космической обороны (Ростов-на-Дону):
  - 1537-й зенитный ракетный Краснознамённый Кубанский полк (Новороссийск) — С-400;
  - 1721-й зенитно-ракетный полк (Новомихайловский) — «Бук»;
  - 1536-й зенитный ордена Красной Звезды Донской казачий полк (Ростов-на-Дону) — С-300ПМ;
- 6972-я гвардейская авиационная Барановичская Краснознамённая, ордена Суворова база 1 разряда (Крымск):
  - авиагруппа — (Крымск) — Су-27П, Су-27СМ3, Су-30М2;
  - авиагруппа — (Миллерово) — МиГ-29;
  - авиагруппа — (Приморско-Ахтарск) — Су-25СМ;
  - авиагруппа — (Ростов-на-Дону) — Ан-12, Ан-26;
  - авиагруппа — (Морозовск) — Су-24М; Су-34;
  - авиагруппа — (Будёновск) — Су-25СМ;
  - авиагруппа — (Мариновка) — Су-24МР;
- 387-я авиационная база — Ми-8, Ми-24, Ми-28 (Будёновск);
- 393-я авиационная Севастопольская база армейской авиации 2 разряда — Ми-8, Ми-24, Ми-28 (Кореновск);
- 346-я авиационная база — Ми-8, Ми-24, Ми-26, Ми-28 (Ростов-на-Дону/Егорлыкская);
- 999-я авиационная база армейской авиации 2 разряда — Су-25, Су-27, Ми-8, Ми-24 (Кант, Кыргызстан);
- 3624-я авиационная база 2 разряда — МиГ-29С (Еребуни, Армения);
- 42-й учебный центр боевой подготовки зенитно-ракетных войск «Ясень» (полигон Ашулук) — С-300ПС.[3]

## Командующие
- генерал-лейтенант Никифоров, Михаил Михайлович с декабря 2009 года по май 2012 года
- генерал-лейтенант Юдин, Андрей Вячеславович с мая 2012 года по август 2015 года

## Дислокация командования
Штаб командования — Ростов-на-Дону.